# Коло

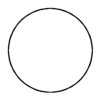
Коло

Ко́ло — це геометричне місце точок площини, відстань від яких до заданої точки, що називається центром кола, є сталою величиною і дорівнює радіусу кола. Коло є найпростішою замкненою фігурою.
Простіше означення: коло — це замкнена крива, всі точки якої рівновіддалені від однієї, яка є центром кола. Частина площини, обмежена колом, — це круг.
Коло також можна визначити як особливий вид еліпса, в якого два фокуси збігаються, а ексцентриситет дорівнює 0, або як двовимірну форму, що охоплює найбільшу площу на одиницю квадрата периметра, якщо використовувати мову варіаційного числення.
Коло з центром у точці {\displaystyle O} і радіусом {\displaystyle r} позначають {\displaystyle O(r)}.
Інструментом для побудови кола є циркуль.

## Термінологія
Внутрішню частину кола, тобто геометричне місце точок, віддаль яких до центра кола не перевищує радіус, називають кругом.
Відрізок прямої, що сполучає дві точки кола називається хордою. Найдовша з хорд — діаметр — проходить через центр кола. Діаметр кола дорівнює двом радіусам.
Пряма може не мати з колом спільних точок, мати з колом одну спільну точку (така пряма називається дотичною до кола) або мати з ним дві спільні точки (така пряма називається січною до кола).
Дотична до кола завжди перпендикулярна до його діаметра, один з кінців якого є точкою дотику.
|  |  |

Дві точки на колі розбивають коло на дві дуги. Кут між двома радіусами, проведеними до двох точок на колі, називається центральним. Область круга, обмежена двома радіусами й дугою називається сектором кола. Область круга, обмежена хордою та дугою, називається сегментом.

## Історія

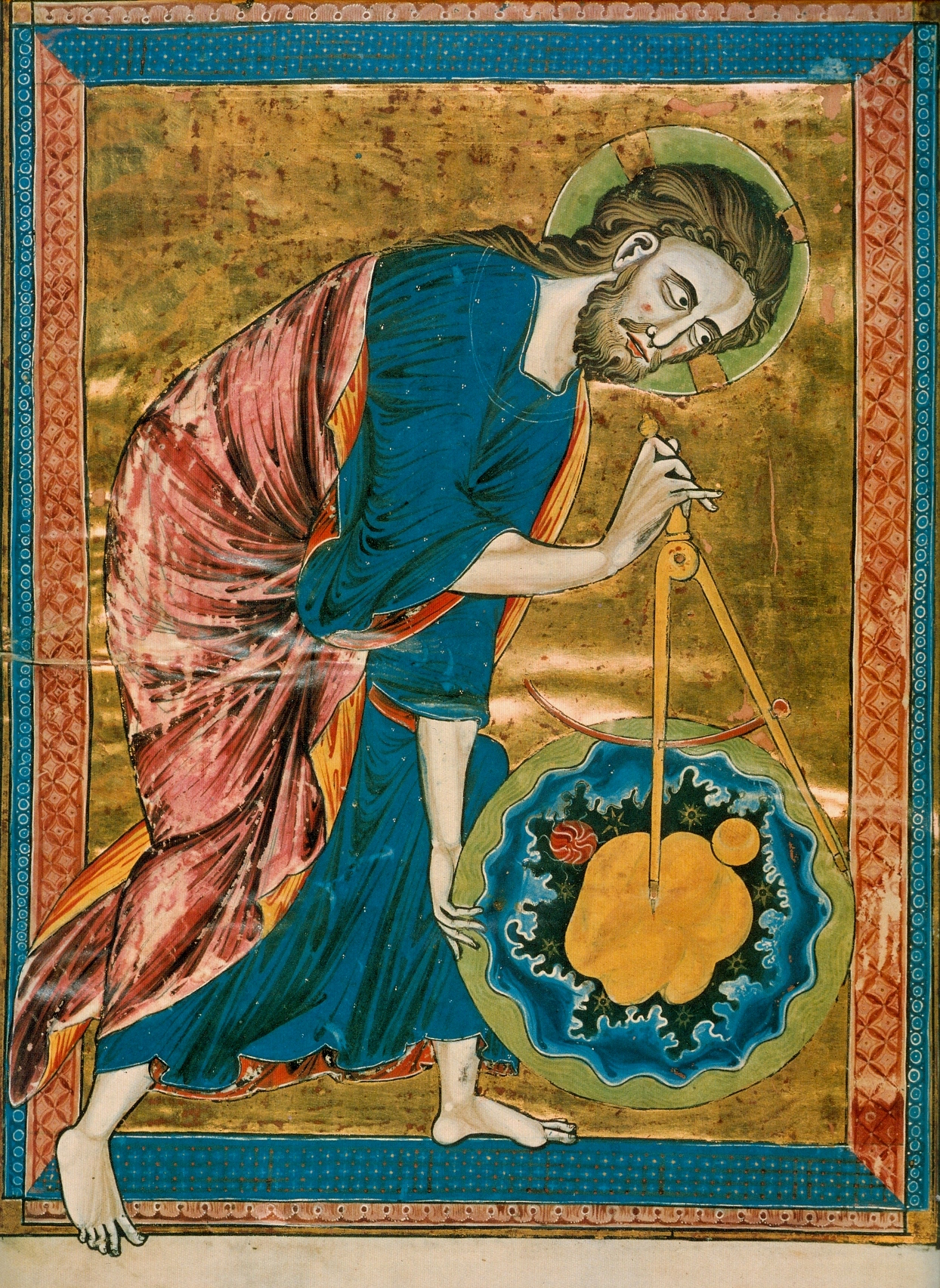
Циркуль, зображений у рукописі 13-го століття, де він є символом Божого акту створення світу. Німб також має форму кола.

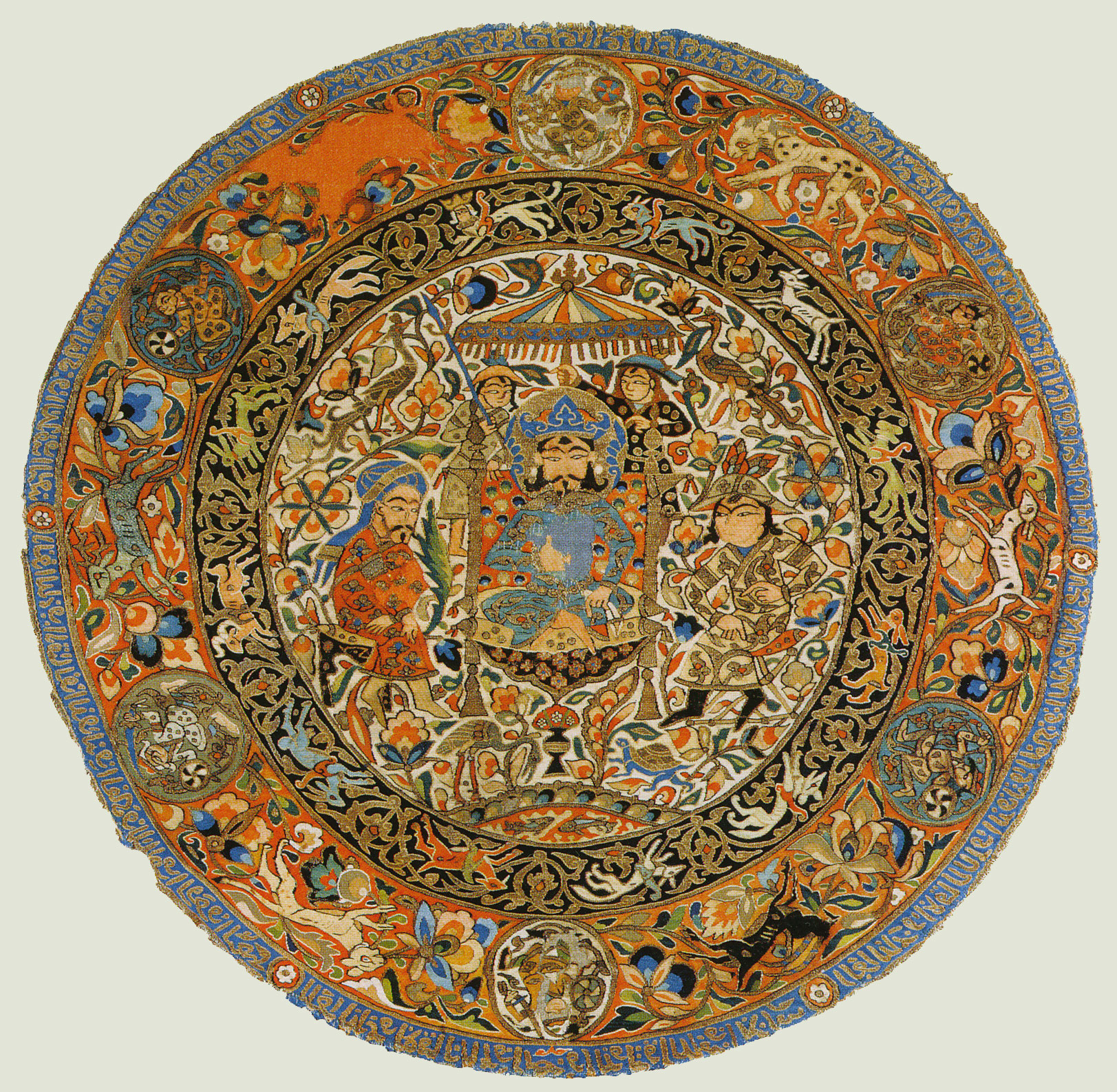
Круглий монгольський малюнок на шовку

Коло було відомим ще до початку записаної історії. Люди могли спостерігати кола в природі, такі як Місяць, Сонце, коротке стебло рослини, яке крутить вітер і утворює коло на піску. Коло є основою колеса, що стало революційним винаходом, а з пов'язаним з ним зубчастим колесом зробило можливим існування сучасних механічних машин. У математиці вивчення кола допомогло розвитку геометрії, астрономії та числення.
Ранній розвиток науки, зокрема геометрії, астрології та астрономії, пов'язували з божественним для середньовічних вчених, більшість з яких вірила, що існує щось «божественне» або «досконале», яке можна знайти, вивчаючи коло.
Деякі важливі та цікаві моменти з історії кола:
- 1700 до н. е. — Папірус Рінда описує метод обчислення площі круглого поля. Результат відповідає такому значенню 256/81 (3.16049…), що дає наближене значення числа π[3]
- 300 до н. е. — Книга 3 із Начал Евкліда (Елементи) присвячена властивостям кола.
- У Сьомому листі[en] Платона подано детальне означення і пояснення кола. Платон пояснює, що таке ідеальне коло і чим воно відрізняється від будь-якого малюнка, слів, означень або пояснень.
- 1880 н. е. — Ліндеман довів, що π є трансцендентним числом, що дало остаточну відповідь на задачу тисячоліття про квадратуру круга.[4]

## Означення кола

### Алгебраїчне означення

Коло з радіусом r = 1, і з центром в координатах (a, b) = (1.2, −0.5)

Коло з радіусом {\displaystyle r} на площині в декартовій системі координат {\displaystyle Oxy} описується рівнянням:
{\displaystyle \left(x-a\right)^{2}+\left(y-b\right)^{2}=r^{2},}
де r — радіус кола, точка (a, b) — центр кола.
Це рівняння випливає з теореми Піфагора при її застосовувані до кожної точки кола, як показано на рисунку справа, де радіус є гіпотенузою прямокутного трикутника, катети якого {\displaystyle x-a} та {\displaystyle y-b}.
Рівняння кола з радіусом {\displaystyle r} і центром в початку координат має вигляд: {\displaystyle x^{2}+y^{2}=r^{2}.\!\ }
Загальне рівняння кола:
{\displaystyle Ax^{2}+Ay^{2}+Dx+Ey+F=0\!}
Якщо відомі координати трьох точок на площині {\displaystyle \left(x_{1},y_{1}\right),} {\displaystyle \left(x_{2},y_{2}\right)} і {\displaystyle \left(x_{3},y_{3}\right)}, то рівняння кола, яке проходить через ці точки, можна записати через визначник:
{\displaystyle {\begin{vmatrix}x^{2}+y^{2}&x&y&1\\x_{1}^{2}+y_{1}^{2}&x_{1}&y_{1}&1\\x_{2}^{2}+y_{2}^{2}&x_{2}&y_{2}&1\\x_{3}^{2}+y_{3}^{2}&x_{3}&y_{3}&1\end{vmatrix}}=0.}

### Параметричне означення
Коло радіуса {\displaystyle r} на площині в декартовій системі координат {\displaystyle x} і {\displaystyle y} описується системою рівнянь:
{\displaystyle \left\{{\begin{array}{ccl}x&=&a+r\,\cos t\\y&=&b+r\,\sin t\end{array}}\right.,}
де параметр {\displaystyle t} — пробігає значення від {\displaystyle 0} до {\displaystyle 2\pi }. З геометричної точки зору — це кут до осі {\displaystyle x} променя, проведеного з початку координат до точки {\displaystyle (x,y)}. Якщо записати {\displaystyle x} та {\displaystyle y} через параметр {\displaystyle t}, що пробігає множину {\displaystyle \mathbb {R} } всіх дійсних чисел, отримаємо:
{\displaystyle x=a+r{\frac {1-t^{2}}{1+t^{2}}}}
{\displaystyle y=b+r{\frac {2t}{1+t^{2}}}.}

### Полярні координати
Рівняння кола в полярних координатах:
{\displaystyle r^{2}-2rr_{0}\cos(\theta -\phi )+r_{0}^{2}=a^{2}\,}
де {\displaystyle a} — радіус кола, {\displaystyle r_{0}} — відстань від початку координат до центра кола та {\displaystyle \phi } — кут, відкладений проти годинникової стрілки від додатної осі {\displaystyle x} до лінії, що з'єднує початок координат з центром кола. Для кола, центр якого розташований в початку координат {\displaystyle r_{0}=0}, це рівняння спрощується до вигляду {\displaystyle r=a}. Якщо {\displaystyle r_{0}=a} або якщо початок координат лежить на колі, тоді отримуємо рівняння:
{\displaystyle r=2a\cos(\theta -\phi )}.
В загальному випадку, рівняння можна розв'язати для r:
{\displaystyle r=r_{0}\cos(\theta -\phi )+{\sqrt {a^{2}-r_{0}^{2}\sin ^{2}(\theta -\phi )}}},
Розв'язок зі знаком мінус перед коренем дає ідентичну криву.

### Комплексна площина
Рівняння кола на комплексній площині:
{\displaystyle \left|z-z_{0}\right|=R\,}, де {\displaystyle z_{0}} — центр кола з радіусом {\displaystyle R},
або в параметричному вигляді
{\displaystyle z=z_{0}+Re^{it},\,t\in \mathbb {R} .\,}

### Означення Аполлонія

Аполлоній із Перги показав, що коло можна також задати як множину точок на площині, які мають однакове відношення відстаней до двох фокусів A і B. Про таке коло іноді кажуть, що воно задане двома точками.

## Властивості
- Через три точки, що не лежать на одній прямій, можна провести коло, і до того ж тільки одне.
- Точка дотику двох кіл лежить на прямій, що проходить через їхні центри.
- Ізопериметрична нерівність: З усіх замкнутих кривих певної довжини коло обмежує область максимальної площі.
- Вписаний кут дорівнює половині центрального кута, що спирається на його дугу, або доповнює половину цього кута до 180 °.
  - Два вписаних кути, що спираються на одну й ту ж дугу, рівні.
  - Вписаний кут, що спирається на діаметр кола, дорівнює 90°.
- Кут між двома січними, проведеними з точки, що лежить поза колом, дорівнює піврізниці мір дуг, що лежать між січними.
- Кут між хордами, що перетинаються, дорівнює півсумі мір дуги, що лежить у куті, і дуги навпроти неї.
- Кут між дотичною та хордою дорівнює половині градусної міри дуги, що стягується хордою.
- Відрізки дотичних до кола, проведених з однієї точки, рівні й утворюють рівні кути з прямою, що проходить через цю точку і центр кола.
- При перетині двох хорд добуток відрізків, на які ділиться одна з них точкою перетину, дорівнює добутку відрізків, на які ділиться інша.
- Добуток довжин відстаней від обраної точки до двох точок перетину кола та січної, що проходить через обрану точку, не залежить від вибору січної і дорівнює абсолютній величині степені точки відносно кола.
  - Квадрат довжини відрізка дотичної дорівнює добутку довжин відрізків січної і дорівнює абсолютній величині міри точки відносно кола.

## Довжина кола і площа круга
Довжину дуги кола з радіусом {\displaystyle R}, утвореного центральним кутом {\displaystyle \varphi }, виміряним у радіанах, можна обчислити за формулою
{\displaystyle L=\varphi R}.
Довжину кола з радіусом {\displaystyle R} можна обчислити за формулою
{\displaystyle \ C=2\pi R},
де {\displaystyle \pi } — число пі, яке визначається як відношення довжини кола до його діаметра.
Площа обмеженого колом круга дорівнює
{\displaystyle S=\pi R^{2}=\pi {\frac {D^{2}}{4}}},
де {\displaystyle D=2R} — діаметр.
Упродовж багатьох століть математиків цікавила задача про квадратуру круга: побудову за допомогою лінійки та циркуля квадрата з площею, що дорівнювала б площі круга. Ця задача не має розв'язку, оскільки число пі трансцендентне, що довів у 1882 Фердинанд фон Ліндеман.

## Коло як конічний переріз
Коло є простою плоскою кривою другого порядку і класифікується як один із видів конічного перетину. У вужчому сенсі коло — окремий випадком еліпса, тобто еліпс з однаковими півосями, або іншими словами, коло є еліпсом з нульовим ексцентриситетом.

## Дотичні і нормалі
Рівняння дотичної до кола в точці {\displaystyle \left(x_{1},y_{1}\right)} визначається рівнянням
{\displaystyle \left({\frac {A}{2}}+x_{1}\right)x+\left({\frac {B}{2}}+y_{1}\right)y+\left({\frac {A}{2}}x_{1}+{\frac {B}{2}}y_{1}+C\right)=0},
де A, B і С — коефіцієнти в загальному рівнянні кола.
Рівняння нормалі в цій же точці можна записати як
{\displaystyle {\frac {x-x_{1}}{2x_{1}+A}}={\frac {y-y_{1}}{2y_{1}+B}}.\,}